# Georges Dumézil
Georges Dumézil, francoski komparativni filolog, * 4. marec 1898, Pariz, Francija, † 11. oktober 1986, Pariz.
Najbolj znan je po raziskovanju Indo-evropske religije in družbe. Dumezil je eden naboljpoznanih mitologov, posebej zaradi trifunkcijske hipoteze družbenih razredov starodavnih družb.

## Življenjepis
Dumezilov oče je raziskoval klasične študije in Georges se je začel zanimati za starodavne jezike že zelo zgodaj – bral naj bi Aenido v latinskem jeziku že pri devetih letih in na koncu življenja naj bi aktivno govoril ducat jezikov. Bil je poliglot.
Med prvo svetovno vojno je prekinil študij zaradi službenja kot častnik topništva. Leta 1925 se je preselil v Carigrad v Turčijo, ker je menil, da ima premalo vpliva na francoski akademiji. Naučil se je turško in se začel zanimati za ubihskij jezik. Potoval je po Rusiji, Turčiji in po Kavkazu. Primerjal je etruščanski jezik s kavkaškimi jeziki. Leta 1931 je sprejel mesto v Uppsali na Švedskem, kar mu je omogočilo, da se je spoznal z germansko vejo indoevropejskih jezikov. Srečal se je tudi z romunskim primerjalnim mitologom  Mircheajem Eliadejem.  
Leta 1929 je izdal Flamen-Brahman, prvo zaključeno tezo trifunkcijske hipoteze. Idejo je ponovil v Mitra-Varuna, ki je bilo verjetno njegovo najbolj sprejeto delo. Dumezilov vpliv je rastel v sredini tridesetih let. Leta 1935 je zapustil Švedsko in sprejel mesto na Primerjalni religiologiji za Indoevropeske študije na prestižni École Pratique des Hautes Études. Za profesorja „Collège de France” je bil izvoljen leta 1949, v francosko akademijo pa je bil izvoljen leta 1978.

## Dela v angleščini
- Archaic Roman Religion. Trans. Philip Krapp. Baltimore, MD: Johns Hopkins University Press, 1996.
- Camillus.
- The Fate of a King. Trans. Alf Hiltebeitel. Chicago: Chicago University Press, 1973
- The Fate of the Warrior. Trans. Alf Hiltebeitel. Chicago: Chicago University Press, 1970
- Mitra-Varuna. Trans. Derek Coltman. New York: Zone Books, 1988.
- The Stakes of the Warrior. Ed. Jaan Puhvel and David Weeks. Berkeley and Los Angeles, UC Press, 1983. [Mythe et épopée II.1]
- The Plight of the Sorcerer. Trans. David Weeks. Berkeley and Los Angeles, UC Press, 1986. [Mythe et épopée II.2]

## Dela
- Le Festin d'immortalité – Étude de mythologie comparée indo-européenne, 1924, published in Annales du Musée Guimet
- Le Crime des Lemniennes – Rites et Légendes du monde égéen, 1924
- Le Problème des Centaures – Étude de mythologie comparée indo-européenne , 1929, published in Annales du Musée Guimet
- Ouranos-Varuna – Essai de mythologie comparée indo-européenne, 1932, éditions Maisonneuve
- Légendes sur les Nartes, suivies de cinq notes mythologiques, 1930, Institut d'études slaves
- Flamen-Brahman, 1935
- Mythes et dieux des Germains – Essai d'interprétation comparative (1939), Presses Universitaires de France
- Mitra-Varuna – Essai sur deux représentations indo-européennes de la Souveraineté, 1940, Presses universitaires de France
- Jupiter Mars Quirinus, composed of :
  - Essai sur la conception indo-européenne de la société et sur les origines de Rome, 1941
  - Naissance de Rome, 1944
  - Naissance d'archanges-Essai sur la formation de la religion zoroastrienne, 1945
  - Explication de textes indiens et latins, 1948, Gallimard
- Les Mythes romains, composé de quatre volumes :
  - Horace et les Curiaces, 1942
  - Servius Tullius|Servius et la Fortune – Essai sur la fonction sociale de louange et de blâme et sur les éléments indo-européens du cens romain, 1943
  - Tarpeia – Cinq essais de philologie comparée indo-européenne, 1947, éditions Gallimard
- Loki, 1948, GP Maisonneuve
- L'Héritage indo-européen à Rome, 1949, Gallimard
- Le Troisième Souverain – Essai sur le dieu indo-iranien Aryaman et sur la formation de l'histoire mythique de l'Irlande , 1949, GP Maisonneuve
- Les Dieux indo-européens, 1952, Presses Universitaires de France
- Rituels indo-européens à Rome, 1954,  Klincksieck
- Déesses latines et mythes védiques , 1956, Latomus
- Aspects de la fonction guerrière chez les Indo-Européens, 1956
- Contes et légendes des Oubykhs, 1957, Institut d'Ethnologie
- Contes lazes, 1957, Institut d'Ethnologie
- L'Idéologie tripartite des Indo-Européens, 1958,  Latomus
- Études oubykhs, 1959, publié aux éditions Maisonneuve
- Les Dieux des Germains, essai sur la formation de la religion scandinave, 1959, Presses Universitaires de France
- Documents anatoliens sur les langues et les traditions du Caucase , 1960–1967, Maisonneuve
- Le Livre des héros, légendes ossètes sur les Nartes, 1965, Gallimard
- La Religion romaine archaïque, avec un appendice sur la religion des Étrusques , 1966,Payot
- Mythe et Épopée
  - L'Idéologie des trois fonctions dans les épopées des peuples indo-européens 1968
  - Types épiques indo-européens : un héros, un sorcier, un roi  1971
  - Histoires romaines, 1973, Gallimard
- Idées romaines, 1969,  Gallimard
- Heur et Malheur du guerrier, aspects de la fonction guerrière chez les Indo-Européens, 1969, Presses Universitaires de France
- Du mythe au roman, la Saga de Hadingus et autres essais, 1970, Presses Universitaires de France
- Fêtes romaines d'été et d'automne, suivi de Dix Questions romaines , 1975,  Gallimard
- Le Verbe oubykh, études descriptives et comparatives, 1975, Académie des inscriptions et belles-lettres
- Les Dieux souverains des Indo-Européens , 1977, Gallimard
- Romans de Scythie et d'alentour , 1978, Payot
- Mariages indo-européens, suivi de Quinze Questions romaines, 1979, Payot
- Apollon sonore et autres essais, 1982, Gallimard
- La Courtisane et les Seigneurs colorés, et autres essais – 25 esquisses de mythologie, 1983, Gallimard.
- Le Moyne noir en gris dedans Varenne – Sotie Nostradamus|nostradamique, 1984, Gallimard
- L'Oubli de l'homme et l'honneur des dieux, 1985, Gallimard
- Entretiens avec Didier Eribon, Gallimard, coll. Folio, 1987
- Le Roman des jumeaux – Esquisses de mythologie, Joël Grisward, 1995, Gallimard.